# Ctenophorema
Ctenophorema is een geslacht van rechtvleugeligen uit de familie sabelsprinkhanen (Tettigoniidae). De wetenschappelijke naam van dit geslacht is voor het eerst geldig gepubliceerd in 1967 door Piza.

## Soorten
Het geslacht Ctenophorema  is monotypisch en omvat slechts de volgende soort:
- Ctenophorema balneare (Piza, 1967)